# Karl von Rodt

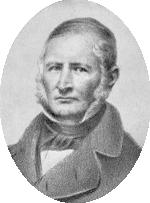
Karl von Rodt

Karl Samuel Adolf von Rodt (* 25. Oktober 1805 in Bern; † 26. Mai 1861 in Bern) war ein verbannter Berner Patrizier, Jurist, Prediger und der Gründer der Freien Evangelischen Gemeinde in Bern.

## Leben
Karl von Rodt war ein Sohn des Bernhard Emanuel von Rodt und Katharina Rosina Elisabeth von Graffenried, die beide aus einer Berner Patrizierfamilie stammte. Er wurde am 3. Oktober 1805 in Bern getauft. Sein Vater war Landvogt in Münster von 1815 bis 1821. Mit 14 Jahren erfolgte Karls Hinwendung zu Gott, wahrscheinlich unter Einfluss seiner Tante Margaretha Julie von Graffenried, die ihn mit dem Réveil, der Genfer Erweckungsbewegung von Ami Bost (1790–1874), bekannt und vertraut machte. Nach dem Tod seiner Mutter 1818 lebte er zwei Jahre bei der Familie Mérillat in Biel, die zur Herrnhuter Brüdergemeine gehörte. Von 1820 bis 1822 absolvierte der junge von Rodt eine Ausbildung am Institut von Pfarrer Samuel Gottlieb Zehender in Gottstatt, dort wurde sein Glaube durch Margarethe Zehender-von Graffenried, eine weitere Tante, vertieft. Danach wurde Volontär im Staatsdienst, und ab 1822 studierte er Recht an der Akademie Bern. Zudem schlug er eine militärische Laufbahn ein, und 1826 wurde er Kammer- oder Kommissionsschreiber in Bern.
Er besuchte die Gottesdienste von Jean Louis Galland, der Helfer an der französischen Kirche in Bern war. Im Mai 1829 trat er aus der Staatskirche aus und schloss sich aus Protest gegen den Liberalismus und Rationalismus, der seiner Meinung nach damals in der Reformierten Kirche herrschte, der von der Westschweizer Erweckungsbewegung des Réveil geprägten französischsprachigen Eglise de Dieu in Bern an. Diese Gemeinde war 1828 von Franz und Rudolf von Niederhäusern in Bern gegründet worden, die sich als Versammlung von Gläubigen, die eine Wiedergeburt erfahren hatten, verstand. Bereits im Juli 1829 wurde er deswegen von der Berner Regierung der Restaurationszeit zusammen mit gut zwanzig Personen der Ämter enthoben, arrestiert und für zwei Jahre aus dem Kanton Bern verbannt.
Karl von Rodt ging nach Genf, er konnte bei César Malan wohnen und besuchte die Versammlungen der unabhängigen Gemeinde in Bourg-de-Four, die unter dem Einfluss von Robert Haldane gegründet wurde. Er liess sich von 1829 bis 1833 theologisch ausbilden in Genf, Montbéliard und kurz auch in London. Hier lernte er die Baptisten, die Methodisten und die London Missionary Society kennen, schätzen und übernahm später auch Elemente ihrer theologischen Praxis wie Glaubenstaufe und Sonntagsschule. 1833 wurde er von Vertretern mehrerer freikirchlicher Gemeinschaften zum Verkündigungsdienst ordiniert, so auch durch den Baptistenprediger Francis Augustus Cox in Hackney.
Über Deutschland kehrte er in die Schweiz zurück. Unterwegs traf auf Personen der Erweckungsbewegung wie Gottfried Daniel Krummacher, Johann Wilhelm Stern und Franz Härter. Er konnte direkt nach Bern zurückkehren, wo die liberale Regenerationszeit durch eine neue Verfassung vom 31. Juli 1831 angebrochen und Glaubensfreiheit und Gewissensfreiheit eingeführt worden waren.
Darauf gründete er Gemeinden in Bern, Thun (1835; mit weiteren Versammlungen in Oberhofen, Goldiwil, Beatenberg und Uebeschi), Steffisburg (mit Versammlungen in Homberg und Schwendibach), Münsingen BE sowie im Emmental (Oberburg, 1834, mit Versammlungen in Ranflüh, Goldbachgraben, Dürrgraben, Kernenried und Sennhausen; Langnau, 1835). Er nannte sie Freie Evangelische Gemeinden, weil sie vom Staat getrennt und unabhängig waren. Grundlage dieser Gemeinden war die Bibel als das inspirierte Wort Gottes. Gemeindemitglieder konnten nur Personen werden, die bekehrt und wiedergeboren waren. Infolge Gemeindezucht waren zum Abendmahl nur die Gläubigen, die in der Heiligung lebten, zugelassen.
Bereits 1834 gab er das Gemeindegesangbuch Zionsharfe heraus, zwanzig Jahre später ein Liederbuch für die Sonntagsschulen, denn für ihn hatten sowohl Gemeindegesang als auch Sonntagsschulen einen grossen Stellenwert. Er gab die Zeitschrift Christ heraus, deren Redaktor er von 1834 bis 1861 war. Daneben unterhielt er nationale und internationale Kontakte zu freikirchlichen Bewegungen in ganz Europa. In Basel war er mit Niklaus Bernoulli verbunden, in St. Gallen unterstützte er Stephan Schlatter. 1836 reiste er nach England, um die Beziehungen zur Freikirche von John Nelson Darby zu pflegen. Gustav Adolph Lammers, der Gründer der freien Gemeinden in Norwegen, besuchte von Rodt 1858 in Bern. Hermann Heinrich Grafe, der Gründer der deutschen Gemeinden, war ebenfalls befreundet und wurde von ihm stark beeinflusst. 1839 scheiterte jedoch ein Versuch in Bern, die Freie Evangelische Gemeinde mit der Evangelischen Gesellschaft zu vereinen.
Mit der Berner Gemeinde gründete er 1837 eine Evangelistenschule, 1840 eine Knabenschule, 1855 eine Mädchenschule und baute eine Kapelle. Sie wurde vom Fürsprecher und Ältesten Bernhard Sigmund von Wattenwyl gestiftet und am 13. Januar 1861, kurz vor Rodts unerwartetem Tod, eingeweiht. Wilhelm Wild, Johannes Gerber und Jakob Baumann waren von ihm ausgebildete Evangelisten, die er als Prediger in den neu gegründeten Gemeinden einsetzte. Zugleich war ihm die Unabhängigkeit jeder einzelnen Gemeinde wichtig, die durch eingesetzte Älteste geleitet wurde. Nach jahrelangen Vorgesprächen wurde auf Drängen von Rodts ein Bund der Freien Evangelischen Gemeinden 1860 in Genf gegründet. Zu diesem relativ losen Bund gehörten Gemeinden aus Frankreich, Belgien, den Kantonen Neuenburg, Waadt, Genf und Bern. Später kamen noch Gemeinden aus Deutschland, Holland und Schlesien dazu. 1878 zerbrach dieser Bund jedoch wieder.

## Familie
Karl von Rodt heiratete am 26. Juli 1838 in Lausanne Marie Sophie Françoise van der Meulen (1818–1846), eine Tochter des Bankier Johann Andreas van der Meulen. Sie starb am 24. Juli 1846 im Kindbett. Sie hatten zusammen vier Kinder:
- Bernhardine Susanna Sabine Konstanze Rodt (1839–1858), obwohl getauft am 31. Oktober, galt sie in Bern als nicht getauft!
- Alfred Rodt (1843–1905 in Isla Robinson Crusoe, Juan-Fernandez), Offizier.
- Karl Rodt und Bernhard Friedrich Rodt (1846–1846)

In zweiter Ehe war er ab 13. November 1848 in Vevey mit Louise Olympe Elisabeth Couvreu de Deckersberg (1822–1876), einer Tochter des Jakob Friedrich de Deckersberg und Julie Emma Couvreu de Deckersberg, verheiratet. Sie hatten zusammen drei Kinder:
- Maria Rodt (1850–1869).
- Gottfried Rodt (1852–1938), Major in österreichischen Diensten.
- Heinrich Rodt (1854–1935), Kunstmaler und Prediger.[13]

Nicht zu verwechseln ist Karl von Rodt mit seinem Schwager Karl Stettler-von Rodt (1802–1870), dem langjährigen Vorsitzenden der Evangelischen Gesellschaft in Bern.

## Schriften
- Welches ist der wahre, seligmachende Glaube? 1833.
- Die Separierten, oder: Die Vereinigten, 1835.
- Der göttliche und der ungöttliche Separatismus, 1840.